# Lower Mainland
Lower Mainland, (Continente Bajo o Inferior) es la conurbación del Área Metropolitana de Vancouver, la cual comprende todo el Distrito Regional del Gran Vancouver y las ciudades de Chilliwak y Abbotsford y los distritos de Mission, Agassiz y Hope en el Distrito Regional de Fraser Valley.
En 2000, Statistique Canada registró una población de 2 209 080 habitantes, de los cuales 1 986 965 habitantes correspondían al Distrito Regional de Greater Vancouver; y 222 115 habitantes eran del Distrito Regional de Fraser Valley.
En 2007, la población aumentó a 2 524 113